# Nove Žale
Nove Žale (uradno Del D) je območje Centralnega pokopališča Žale v Ljubljani, delo arhitekta in akademika Marka Mušiča. 
Za razliko od stalih treh delov je to edini del pokopališča, ki je fizično ločen od ostalih, saj se nahaja na drugi strani Tomačevske ceste.

## Zgodovina
Leta 1974 so bili ponovno primorani odpreti del C, kjer so zgradili tudi krematorij, poslovilno dvorano in nove mrliške vežice. Celotno območje je načrtoval arhitekt Peter Kerševan. Toda že čez šest let (1980) so objavili javni razpis za nov del pokopališča. 
Na razpisu je zmagal Marko Mušič s sodelavci. Sama gradnja pokopališča v postmodernističnem arhitekturnem slogu je potekala med letoma 1982 in 1988, ko je bilo pokopališče tudi uradno odprto. Celoten Mušičev načrt, ki je mešanica Plečnikovega, staroegipčanskega, ... in sodobnega sloga, ni bil v celoti sprejet in tako danes celotno pokopališče, kot je bilo načrtovano, še ni zgrajeno v celoti.
To je edini del celotnega pokopališča, ki ima zgrajene posebne shrambne katakombe za žare, ki močno zmanjšajo zavzeto površino krstnih/žarnih grobov, ki so značilni za ostale dele Žal.